# Nüshu

Schriftbeispiel

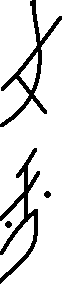
nǚshū (女書)

Nüshu (chinesisch 女書 / 女书, Pinyin nǚshū oder 江永女書 / 江永女书,  Jiāngyǒng nǚshū) ist ein Schriftsystem, das in der südchinesischen Provinz Hunan im 15. Jahrhundert entwickelt und ausschließlich von Frauen benutzt wurde.
Mit dieser Schrift, die – anders als die auf Logogrammen aufbauende chinesische Standardschrift – auf phonetischen Syllabogrammen aufbaut, wurden vor allem Briefe geschrieben und Erzählungen aufgezeichnet. Jedes der etwa 600–700 Zeichen repräsentiert eine Silbe des lokalen Chéngguān-Dialekts.
Im Jahr 2006 erklärte die chinesische Regierung die Schrift zum nationalen Kulturerbe.

## Bedeutung
In der chinesischen Geschichte hatten Frauen jahrhundertelang wenig Rechte und wurden von ihren Eltern zwangsverheiratet. Um diese Unterdrückung abzuschwächen und Kontakt mit anderen Frauen halten zu können, entwickelten sie eine eigene Schrift. Diese nutzten sie zum Beispiel für den Austausch über tägliche Sorgen und Geschichten über ihre Ehemänner und Schwiegereltern. Während religiöser Treffen wurden in nǚshū niedergeschriebene Lieder und Gebete vorgetragen.

## Schriftbild
In mancher Weise erinnert nǚshū an die chinesische Schriftsprache, als wären deren Zeichen abgeändert und langgezogen. Auch nǚshū wird von oben nach unten in Reihen von rechts nach links geschrieben. Doch bei näherer Betrachtung erschließt sich die grundlegende Differenz: Während chinesische Zeichen auf Morphemen basieren, ist nǚshū phonetisch – die Zeichen repräsentieren also Laute, und zwar die des Cheng-Guan-Tuhua-Dialekts der Region.

## Erforschung
Seit 1982 werden die auf Hanzi-Schriftzeichen basierenden nǚshū-Schriftzeichen von chinesischen Sprachwissenschaftlern erforscht. Es wird angenommen, dass die Frauen die nur von Männern erlernten Schriftzeichen kopierten und für den eigenen Bedarf veränderten, wie durch Vereinfachung oder aber künstlerische Ausgestaltung. Heute sind ungefähr 1.500 nǚshū-Zeichen und 20.000 Wörter bekannt.
Es gibt kaum Funde von nǚshū-Texten, da diese traditionell mit den Toten vergraben oder verbrannt wurden. Auch wurden in den 1930er Jahren viele Familienerbstücke durch japanische Soldaten zerstört. Im Laufe der Kulturrevolution wurde Frauen religiös-spirituelle Betätigung verboten und die Roten Garden zerstörten viele Dokumente.
Durch die Umwälzungen in China seit der zweiten Hälfte des 20. Jahrhunderts gingen immer mehr Mädchen auch in ländlichen Gegenden zur Schule und die nǚshū-Schrift starb langsam aus. Die letzte Anwenderin starb am 20. September 2004, in einem von Nachbarn geschätzten Alter von 98 Jahren.
Ein Team der Tsinghua-Universität in Peking hat 95 % der in Nüshu verfassten Originaldokumente zusammengetragen und übersetzt, die daraus erstellte Anthologie wurde 2005 veröffentlicht. Die Forscher arbeiten an einem Kalligrafie-Wörterbuch der Frauenschrift, das 2017[veraltet] erscheinen und erstmals eine englische Übersetzung bieten sollte. Seit Juni 2017 wird sie im entsprechenden Unicodeblock Frauenschrift mit 396 Zeichen unterstützt.

## Trivia
Der chinesische Name des ersten Frauenbuchladens in der chinesischen Welt, der Frauenbuchhandlung Fembooks – auf Chinesisch 女書店 –, wurde von dieser Schrift inspiriert.